# Jean-Jacques Bourcart
Pour les articles homonymes, voir Bourcart.
Jean-Jacques Bourcart, né le 5 septembre 1801 à Wesserling et mort le 28 janvier 1855 à Guebwiller, est un industriel français du Florival, pionnier du courant philanthropique patronal en Alsace. 

## Biographie

### Famille et formation
Jean-Jacques, fils d’Anne-Catherine Koechlin et de Jean-Henri Bourcart qui dirige alors la manufacture de Wesserling, est issu d'une famille d’industriels. Il étudie à la maison Hoffwyl, en Suisse. Il termine son éducation par des voyages qui lui permettent de se créer un réseau de relations en Suisse, en Angleterre, en Autriche, en Allemagne et en France.
Il épouse en 1823 sa cousine Climène Grosjean, fille de Jean-François Grosjean, industriel mulhousien. Il est le beau-frère de Nicolas Schlumberger.

### Un industriel innovant
Jean-Jacques Bourcart travaille à partir de 1822 comme associé dans la maison de Nicolas Schlumberger et Cie appartenant à ses beaux-frères et où son père dispose d'intérêts importants. Après trente ans auprès de la famille Schlumberger, en 1853, il fonde avec ses deux fils, Henry et Charles, sa propre entreprise, une filature de coton de 16 000 broches à la sortie de Guebwiller en direction de Buhl, qui après sa mort, fut constituée sous la raison sociale Bourcart Fils et Cie. Cette usine est la première à Guebwiller à adopter le modèle anglais en rez-de-chaussée, coiffée d’une toiture en sheds permettant un éclairage constant de l’ensemble des ateliers. Cette innovation est révélatrice des liens étroits entre le modèle anglais et le patronat guebwillerois. Rapidement un atelier de tissage complète la filature. Il crée ensuite un second établissement industriel la filature du Brackentor à proximité d’une porte de la ville (actuelle rue du Vieil Armand) en collaboration avec un aristocrate polonais Ignace Alexandre Staszewicz.

### Un employeur philanthrope
C'est en tant que membre de la Société Industrielle de Mulhouse (SIM) que Jean-Jacques Bourcart exerce son influence dans le domaine social en proposant en 1827 une loi qui interdit à tous les propriétaires de filatures de faire travailler leurs ouvriers plus de 12 heures par jour et d'employer des enfants de moins de 9 ans. Une première loi sociale française reprenant les propositions de Bourcart est adoptée en 1841 un an après la publication de son ouvrage Du travail des jeunes ouvriers dans les manufactures usines ou ateliers. Il lègue également à la ville de Guebwiller l’ancien couvent des Dominicains, pour y installer un hôpital, tandis que le chœur supérieur de l’église est transformé en salle de concerts. En 1856 il est à l’origine de la création de la première cité ouvrière de l’est de la France, la cité Bourcart, mais aussi d’une salle d’asile et d’un orphelinat. Cette vocation philanthropique est reprise par son fils Jean Jacques (1835-1912) qui fonde les Cours populaires de Guebwiller et une bibliothèque ouvrière en 1858. En association avec son beau frère Nicolas Schlumberger, il est à l’initiative dans les entreprises qu'il dirige de projets sociaux innovants. Une coopérative d’achat, la Caisse du Pain, et une société mutuelle d’assurance obligatoire pour ses employés sont créées sous la Monarchie de juillet. L’assurance mutuelle obligatoire couvre les frais médicaux et les pertes salariales en cas de maladie. La caisse du pain peut être considérée comme la première coopérative française. Initiative patronale, elle est par la suite totalement administrée par les ouvriers qui achètent du blé en gros et produisent eux-mêmes leur pain. Jean-Jacques Bourcart, animé par une éthique protestante, a largement contribué à faire de Guebwiller un modèle de cité « patriarcale ». "Des fabricants du Haut-Rhin signalèrent eux-mêmes, dès l'année 1827, le dépérissement rapide des enfants dans les manufactures de coton. M. Jean-Jacques Bourcart, copropriétaire de la belle filature de MM. Nicolas Schlumberger et compagnie, appela le premier l'attention de la Société industrielle de Mulhouse sur une aussi importante question." L. R. Villermé, Tableau de l’état physique et moral des ouvriers… (1840)